# Надеждинский сельсовет (Курганская область)
Наде́ждинский сельсовет — упразднённые административно-территориальная единица и муниципальное образование со статусом сельского поселения в составе Сафакулевского района Курганской области.
Административный центр — село Надеждинка.
15 марта 2022 года сельсовет был упразднён в связи с преобразованием муниципального района в муниципальный округ.

## История
В соответствии с Законом Курганской области от 6 июля 2004 года № 419 сельсовет наделён статусом сельского поселения.

## Население
| 1989 | 2002  | 2004 | 2010 | 2012 | 2013 | 2014 |
| ---- | ----- | ---- | ---- | ---- | ---- | ---- |
| 1357 | ↘1022 | ↘953 | ↘402 | ↘355 | ↘315 | ↘292 |
| 2015 | 2016  | 2017 | 2018 | 2019 | 2020 |      |
| ↘283 | ↘278  | ↘263 | ↘256 | ↘254 | ↘240 |      |

## Состав сельского поселения
| № | Населённый пункт | Тип населённого пункта       | Население |
| - | ---------------- | ---------------------------- | --------- |
| 1 | Бакаево          | деревня                      | ↘149      |
| 2 | Надеждинка       | село, административный центр | ↘253      |